# سوق الطويلة
سوق الطويلة يقع في قلب مدينة بيروت، لبنان.

## نظرة عامة
يعود تاريخ سوق الطويلة إلى الفترة الفينيقية-الفارسية، حيث ازدهر هذا الشارع كمكان تجاري مزدهر إلى حين اندلاع الحرب الأهلية عام 1975م.

## البنية
سوق الطويلة هو الشارع المركزي الشمالي-الجنوبي لمنطقة الأسواق. في عام 1994م، كشفت الحفريات في بيروت أن أصول الشارع تعود إلى الفترة الفينيقية-الفارسية. وفي عام 1874م، حولت خطة التحضر العثماني في بيروت سوق الطويلة إلى شارع تجاري حديث. ازدهر حتى عام 1975م كمكان تسوق مزدهر.

## التاريخ
سوق الطويلة هو الشارع المركزي الشمالي-الجنوبي لمنطقة الأسواق.أثناء إعادة  إعمار منطقة بيروت المركزية ما بعد الحرب التي بدأت في 1994م، كشفت الحفريات في طبقات متتالية أن الشارع يعود إلى الفترة الفينيقية-الفارسية. ازدهر سوق الطويلة خلال العصر الروماني البيزنطي. ولقد فقد أهميته بعد زلزال عام 551م، حيث أصبحت طريقاً أرضياً بسيطاً لفترة طويلة. في عام 1874م، حولت خطة التحضر العثماني في بيروت سوق الطويلة إلى شارع تجاري حديث. وظل مزدهراً حتى عام 1975 كمكان تسوق مزدهر. وغالباً ما تحمل محلاته أسماء فرنسية، وتُباع فيه الملابس والعطور والمواد الفاخرة الأخرى. يتذكر صاحب متجر كان لعائلته متجر في سوق الطويلة: "كان هذا المتجر الكبير واحداً من أقدم المتاجر وأكثرها جاذبية في وسط المدينة. تبلغ مساحة سطحه 800 متر مربع. الناس يأتون إليه من جميع أنحاء لبنان وسوريا للأستمتاع به وشراء منتجات الفضة والكريستال والخزف والأقمشة والقبعات والقفازات ولعُب الأطفال...يتذكر بيروتي آخر متجراً يقع  في نهاية سوق الطويلة، في سوق زاوية الفرنج، الذي يقدم الفواكة النادرة والغريبة والأجبان الفرنسية مرتبة في شكل جميل لعرضها.

## الجدول الزمني
الفترة الفينيقية-الفارسية: أصل شارع سوق الطويلة.
551 ميلادي: زلزال دمر الشارع وحوله إلى طريق أرضي بسيط.
عام 1874م: حولت خطة التحضر العثماني في بيروت سوق الطويلة إلى شارع تجاري حديث.
عام 1975م: ازدهر السوق كمكان تسوق مزدهر إلى حين اندلاع الحرب الأهلية.
عام 1994م: البدء في إعادة إعمار منطقة بيروت المركزية بعد الحرب وعادت أهمية الشارع.